# Krušljevo Selo
Krušljevo Selo – wieś w Chorwacji, w żupanii krapińsko-zagorskiej, w mieście Oroslavje. W 2011 roku liczyła 523 mieszkańców.